# Łuża (obwód grodzieński)
Łuża (biał. Лужа, Łuża; ros. Лужа, Łuża) – wieś na Białorusi, w obwodzie grodzieńskim, w rejonie korelickim, w sielsowiecie Mir, na terenie Rezerwatu Hydrologicznego Miranka.

## Historia
W XIX i w początkach XX w. folwark położony w Rosji, w guberni mińskiej, w powiecie nowogródzkim.
W dwudziestoleciu międzywojennym wieś leżąca w Polsce, w województwie nowogródzkim, w powiecie stołpeckim, w gminie Mir. W 1921 miejscowość liczyła 161 mieszkańców, zamieszkałych w 27 budynkach, w tym 111 Białorusinów i 50 Polaków. 117 mieszkańców było wyznania prawosławnego i 44 rzymskokatolickiego.
Po II wojnie światowej w granicach Związku Sowieckiego. Od 1991 w niepodległej Białorusi.